# 短尾越桔
短尾越桔（学名：Vaccinium carlesii），为杜鹃花科越桔属下的一个植物种。